# Maria Königin (Schlechtnau)

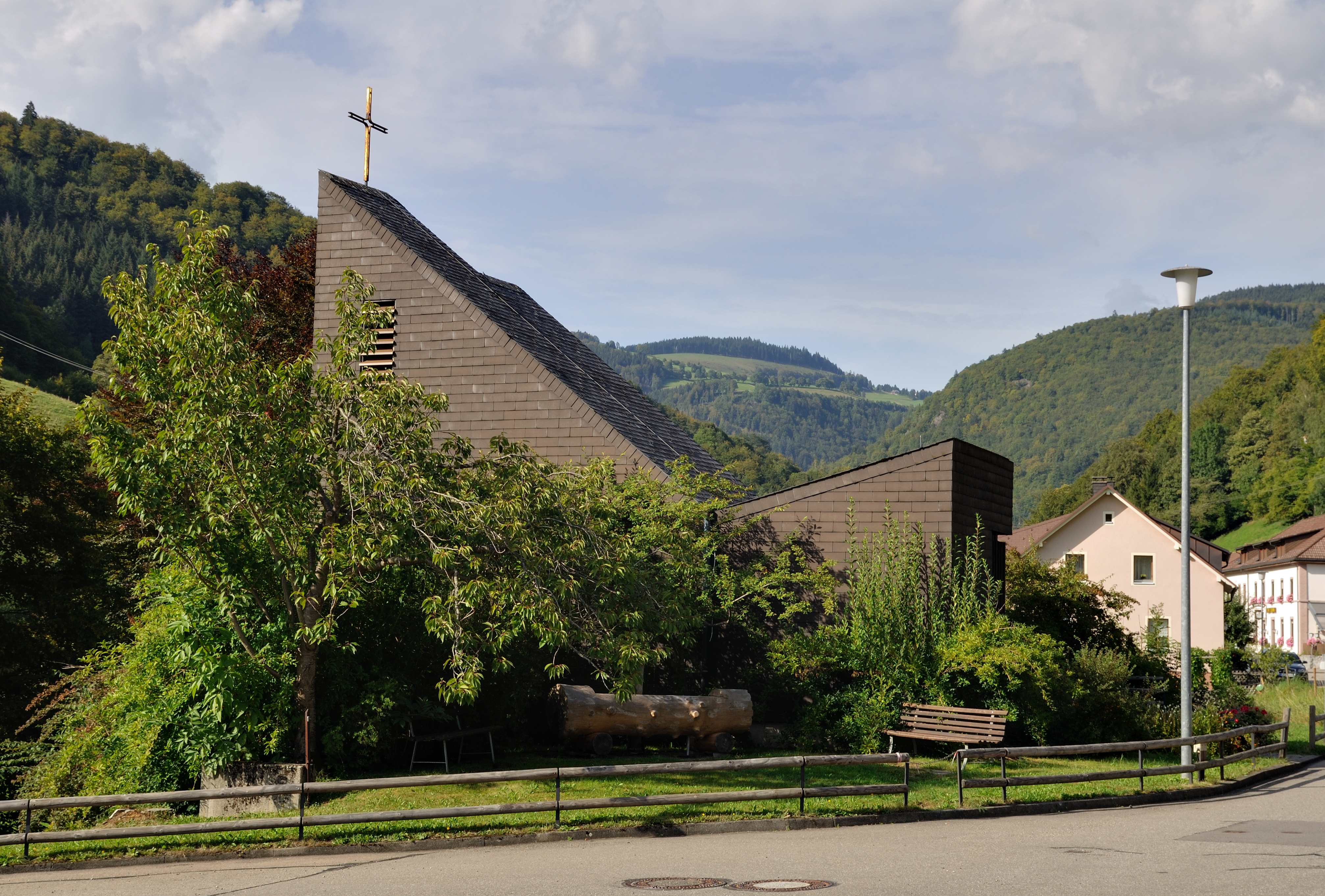
Maria Königin in Todtnau-Schlechtnau

Maria Königin im Todtnauer Stadtteil Schlechtnau ist eine römisch-katholische Filialkirche, die in den Jahren 1972 bis 1973 Jahren errichtet wurde. Der Entwurf stammt vom Todtnauer Architekten Richard Thoma. Sie ersetzte die ehemalige St.-Marien-Kapelle in Schlechtnau in gottesdienstlichen Zwecken.

## Beschreibung

### Kirchenbau
Die Kirche Maria Königin steht unterhalb der alten Dorfstraße an einem Hang, nahe der B 317. Der rechteckige Bau hat zwei gegenläufig zueinander verlaufende Pultdächer. Im südlichen Dach erhebt sich unmerklich vom Dach fortsetzend ein Glockenturm mit aufgesetztem Kreuz. Während die Wände der Kirche hell verputzt sind, sind die Dächer in dunkler Schieferverkleidung gehalten. An der Nordseite des Bauwerks lassen intensiv gefärbte Betonglasfenster Licht ins Kircheninnere.

### Innenraum und Ausstattung
Der Eingang befindet sich an der Ostfassade; betreten wird die Kirche über den bergseitig gelegenen Vorraum, der über eine Treppe zur Empore und weiter nach unten in den Gebetssaal führt. Der schlichte Altartisch aus Jurakalk wurde vom Rheinfelder Künstler Leonhard Eder gestaltet. Das Vierwunden-Kruzifix in weißem Gewand auf blauem Grund, umgeben von der Darstellung der vier Evangelistensymbole, stammt, wie die 14 in ihrer Ausdruckskraft anrührenden Kreuzwegstationen in Mosaik-Arbeit 1988, von Benedikt Schaufelberger, der auch die Kirchenfenster geschaffen hat. Das zweigeteilte Fenster aus Dickglasbeton an der Nordseite des Altarraums zeigt das Motiv des brennenden Dornbuschs (in der Bibel im Buch Exodus, Kapitel 3,Vers 2), wobei die Dornen in ihrer Gestaltung auch an die Dornen der Dornenkrone Jesu erinnern, was vom Künstler beabsichtigt war. Auch das Zentrum des brennenden Dornbuschs enthält in der Darstellung von Benedikt Schaufelberger das zutiefst christliche Symbol des Weizenkorns, das in die Erde fällt und stirbt und viele Frucht bringt und damit auf die Eucharistie hinweist. Vor der Wand, welche das Betonglasfenster teilt, befindet sich der Tabernakel, womit die gesamte Gestaltung eine dichte theologische Aussage macht: Der Gott, der sich Mose im brennenden Dornbusch geoffenbart hat als der „Ich-bin-da“, ist der Vater Jesu Christi, und in Jesus Christus hat dieser Gott sich offenbart als den Menschen nah im gesamten Leben, besonders auch im Leiden und in der Eucharistie.
An der rechten Seitenwand der Kapelle befindet sich als einziger alter Ausstattungsgegenstand eine Muttergottesstatue mit Kind im Stil des Rokoko. Diese wurde von der Marienkapelle in Schlechtnau übernommen.

### Glocken

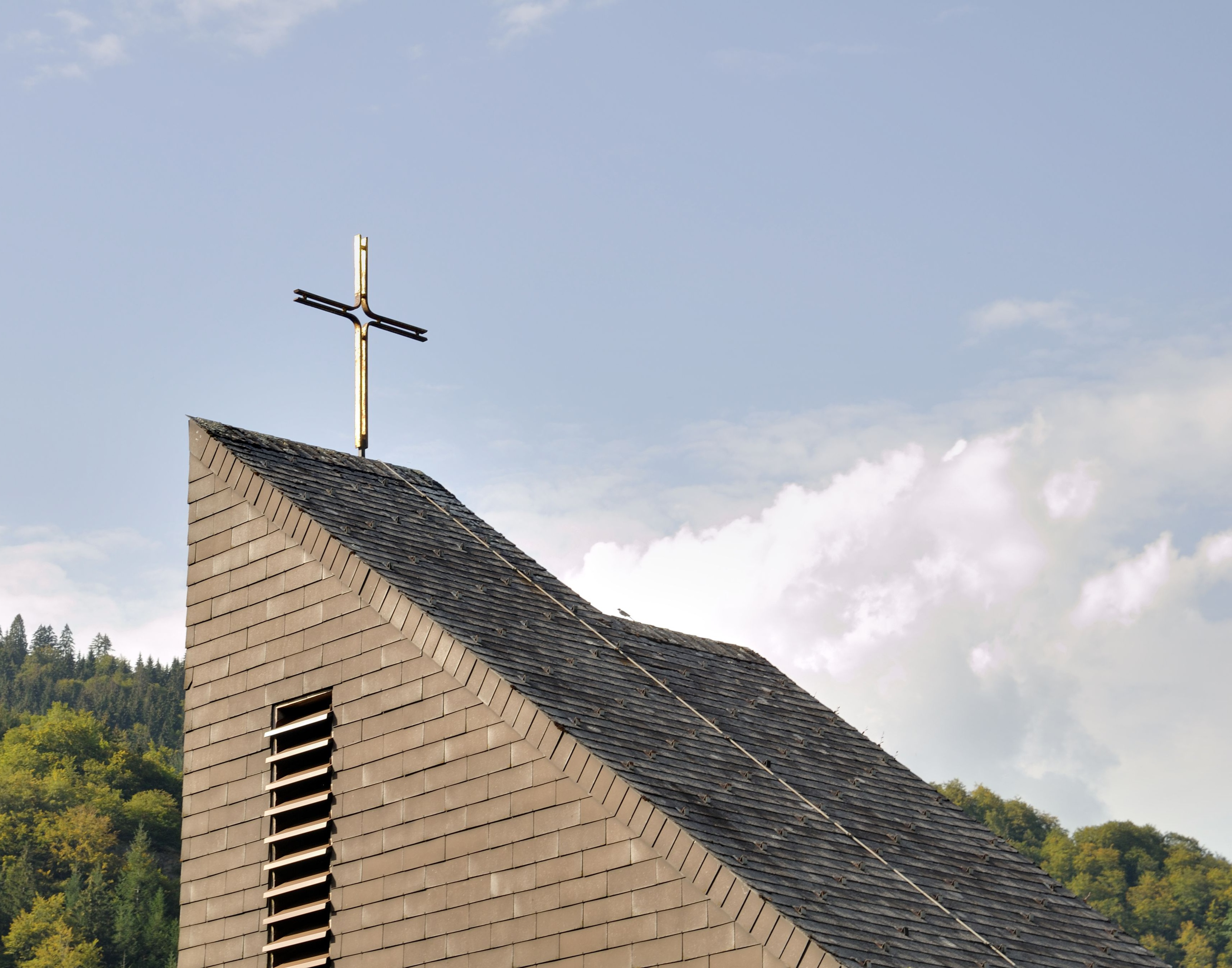
Glockenturm

Die Kirche verfügt über folgendes zweistimmige Geläut:
| Glocke | Name          | Schlagton | Inschrift                        | Gussjahr | Gießerei                    |
| ------ | ------------- | --------- | -------------------------------- | -------- | --------------------------- |
| 1      | Große Glocke  | gis″      | Christus. Im Kreuz ist Heil      | 1973     | F. W. Schilling, Heidelberg |
| 2      | Kleine Glocke | h″        | Salve Regina mater misericordiae | 1973     | F. W. Schilling, Heidelberg |